# Флексор, Самсон Модестович
Самсон Флексор (Самсон Модестович Флексор, порт. Samson Flexor; 9 сентября 1907, Сороки, Бессарабская губерния — 31 июля 1971, Сан-Паулу, Бразилия) — французский и бразильский художник, основоположник бразильского абстракционизма.

## Биография
Самсон Флексор родился в уездном бессарабском городке Сороки в состоятельной еврейской семье. Его отец, Модест Флексор (Мордко Менахиевич Флексер), сын негоцианта из сельскохозяйственной колонии Згурица (ныне Сорокского района Молдовы) — был известным во всей губернии агрономом, землевладельцем и одним из самых богатых людей города; мать — Мари-Жоржетт (урождённая Кляйнер) была родом из Франции.
Получил образование в частной гимназии в Сороках, затем в Одесском художественном училище и в Бухаресте, куда переехала вся семья. В 1922—1924 годах он учился в бельгийской Королевской академии изящных искусств в Брюсселе, а с 1924 года — в парижской Национальной школе Изящных искусств у Люсьена Симона и одновременно посещал лекции по истории искусств в Сорбонском университете. В 1926 году он обучался технике фрески в частной Академии Рансона. В конце 1920-х годов его родители тоже поселились в Париже и в 1929 году семья получила французское подданство.

### Парижский период
Рисовать Флексор начал с сорокских пейзажей, к 1920-м годам почти целиком сосредоточился на портретистике, поначалу выполненной в реалистическом ключе. С годами в портретных работах появляются всё более выраженные экспрессионистские черты. Первая персональная экспозиция работ Флексора состоялась 22 апреля 1927 года в брюссельской галерее Campagne Premiere, после чего последовало участие в групповых выставках в Париже; на протяжении 1930-х годов он регулярно выставлялся в Salon des Surindépendants.
В 1933 году при родах умерла жена Флексора Татьяна Яблокова. Эта трагедия повлекла за собой творческий и экзистенциальный кризис: в том же году Флексор принял католичество и некоторое время не занимался живописью. Когда же он вновь начал рисовать, в его работах появились явственные религиозные мотивы. Отношения художника с семьёй в этот период резко охладились и материальное положение ухудшилось.
В 1939 году Флексор женился вторым браком на Магде Межичер, в том же году родился его первый сын и он восстановил отношения с семьёй. Уже в следующем году отец приобрёл для него дом в Нормандии, где после кратковременного участия в движении сопротивления, художник уединился с семьёй и провёл все военные годы.

### Бразильский период
После войны оставаться во Франции Флексору уже стало не по душе. В 1946 году он впервые посетил Бразилию, а весной 1948 года насовсем покинул Францию и поселился в Сан-Паулу. С переездом в Бразилию реализм полностью исчез из работ художника; всё дальнейшее его творчество было абстрактно.
В 1951 году Флексор открыл первое в Бразилии абстракционистское ателье, где выставлялись работы объединившейся вокруг него группы современных бразильских абстракционистов Жака Дюшеза (Jacques Douchez, 1921—?), Норберто Никола (Norberto Nicola, 1930—?), Леопольдо Раимо (Leopoldo Raimo, 1912—?), Альберто Теихейра (Alberto Teixeira, 1925—?), Веги Нери (Wega Nery, 1912—?), Анесии Пачеко е Чавес (Anésia Pacheco e Chaves, 1931—?), Шарлотты Адлеровой (Charlotta Adlerová, 1908—1989), Эрнестины Карман (Ernestina Karman, 1915—2004), Ирасемы (Iracema Arditi, 1924—?) и Гизелы Эйхбаум (Gisela Eichbaum, 1920—1996). В 1961 году Флексор открыл второе абстракционистское ателье. Единственным исключением из целиком абстракционистского творчества художника в Бразильский период были фрески, выполненные им в 1948 году для церкви Nossa Senhora de Fátima и в 1958—1960 годах для церкви Nossa Senhora do Perpétuo Socorro в Сан-Паулу.
В последние годы жизни и на протяжении 1970-х годов работы Самсона Флексора регулярно экспонировались в Бразилии, в последние годы расширился интерес к его творчеству и за рубежом. Всеобъемлющая выставка из ста полотен художника к столетнему юбилею его рождения «Сто лет/сто работ» (100 de ani/100 de opere) прошла с 11 по 28 сентября 2007 года на его родине в Национальном художественном музее Молдовы в Кишинёве, откуда в октябре переехала в Бухарест и далее — повторяя жизненный путь художника — в Брюссель, Лондон, Париж, Рио-де-Жанейро и другие города Бразилии — Белу-Оризонти, Сальвадор, Посус-ди-Калдас, и Сан-Паулу.